# Ещё о войне
«Ещё о войне» — белорусский фильм 2004 года, снятый на киностудии «Беларусьфильм» режиссёром Петром Кривостаненко по рассказу Виктора Конецкого «Наблюдая за облаками».

## Сюжет
Весна 1944 года, победа не за горами. Подруги Маша и Юля — медсёстры в прифронтовом госпитале. Маша вышла замуж накануне войны и не видела мужа Володю с начала войны, получая лишь его письма с передовой, живёт в ожидании скорой встречи с ним. Муж Юли погиб на фронте.
Маша, поддавшись на уговоры Юли, из чувства сострадания и солидарности принимает участие в посиделках по поводу проводов на фронт двух выписанных из госпиталя пациентов — влюбленного в Машу майора и его друга. В тот момент когда Юля поет под гитару, Маша танцует с майором. Неожиданно в квартиру входит муж Маши, которому после трёхлетней разлуки удалось вырваться с фронта на побывку.
Обидная случайность, недоразумение, может разрушить все то хрупкое и священное, что было между двумя влюбленными, что давало им надежду и свет в трудные военные годы.
Они проводят вместе ночь, в поиске прощения за несостоявшуюся измену. После близости он хочет её простить, но не может, и наутро снова уезжает на фронт.

## В ролях
- Светлана Кожемякина — Мария
- Вера Полякова — Юля
- Анатолий Кот — Володя

В эпизодах: Дмитрий Пустильник (капитан), Александр Кананович (майор), Артур Федорович, Тамара Миронова, Анатолий Гурьев.

## Съёмки
Съемки проходили в Гомеле, а также в Минске в Лошицком парке в усадьбе Любанских, сцена летней прогулки на лодке снималась на Заславском водохранилище.

## Критика
Фильм «Ещё о войне» — один из тех, который вполне соответствует понятиям «камерный», «минималистский». …. Простая и краткая история о любви и дружбе, о страданиях и верности, о мимолетном и настоящем, о войне и жизни, о молодости и зрелости. Однако во всей этой краткости есть нечто бесконечное, что может проецироваться на жизнь любого человека в любом времени. … В «Еще о войне» запечатлелась не только правда характеров, но и достоверность среды, в которой, несмотря на видимое разрушение и нищету, есть своя красота и притягательность. Даже снег и полузамерзшее озеро, запорошенные деревья и ветхая банька среди сугробов — как будто из того времени.— Людмила Саенкова

## Награды
- XI-й кинофестиваль «Литература и кино» (Гатчина, Россия) — приз жюри «За лучший режиссёрский дебют».
- II-й Международный фестиваль военного кино имени Ю. Н. Озерова (Чебоксары, Россия) — приз «Золотой меч» за лучший дебют[3].
- V-й Международном кинофестивале «Стожары» (Киев, Украина) — приз «За лучшую женскую роль» — актрисе Светлане Кожемякиной.
- V-й Национальный фестиваль белорусских фильмов (Брест) — приз зрительских симпатий актрисе Вере Поляковой и приз «Хрустальный Аист» «За лучшее музыкальное решение»
- XIV Международный фестиваль актёров кино «Созвездие» Союза кинематографистов РФ — приз за лучшую женскую роль —  актрисе Светлане Кожемякиной[4].